# Gómez Palacio
Gómez Palacio es una ciudad mexicana ubicada en el estado de Durango, que en conjunto con las vecinas ciudades de Ciudad Lerdo (en Durango), Torreón, Matamoros y Francisco I. Madero (en Coahuila) conforma la Comarca Lagunera, la cual es la décima zona metropolitana más poblada de México con 1 434 283 habitantes.
Es cabecera del municipio de Gómez Palacio. Gómez Palacio tiene un clima extremadamente seco, debido a que se localiza en el Bolsón de Mapimi. A orillas de la ciudad se localiza el río Nazas.
La ciudad cuenta con 301 742 habitantes, cerca del 81 % de la población total del municipio (372 750 personas) conforme al censo del Instituto Nacional de Estadística y Geografía (INEGI) del 2020.
El asentamiento moderno en Gómez Palacio comenzó en el año de 1894, cuando la Compañía del Ferrocarril Central Mexicano instaló la Estación de los lerdos (Gómez Chacón) en lo que hoy es el centro de la ciudad. Como consecuencia de ello, la zona empezó a tener un tráfico continuo de viajeros y fue así como Santiago Lavín Cuadra empezó a donar terrenos a cambio de que los habitaran y cambiaran el aspecto desértico. Pocos años después, el 20 de noviembre de 1910, un grupo de rebeldes se levantaron en armas iniciando así el movimiento armado revolucionario en México, siendo esta ciudad la cuna de la Revolución mexicana. Desde la década de 1970 la ciudad ha girado básicamente alrededor del ámbito agropecuario e industrial, actualmente cuenta con una de las zonas industriales más grandes e importantes del país y próximamente entrará en funcionamiento una aduana interior en el complejo de la Zona de Conectividad Internacional de Gómez Palacio.
Gómez Palacio es una de las pocas ciudades de México en la que diferentes vías ferroviarias atraviesan el centro de la ciudad, lo cual ocasiona gran caos vial entre los ciudadanos.
En 2016, una clasificación de la firma Standard & Poor’s, agencia de calificación crediticia colocó a Gómez Palacio como uno de los municipios de México con más riqueza por persona.

## Historia

### Antigua Hacienda de Santa Rosa
Posiblemente la antigua hacienda de Santa Rosa, haya sido fundada en 1844 por don Juan Ignacio Jiménez, que en ese año había rentado al señor Juan Nepomuceno Flores las tierras laguneras pertenecientes al estado de Durango. Esas tierras que fueron el escenario de las invasiones de los indios bárbaros del norte como llamaban a los comanches y a los apaches de Jerónimo; donde años después tuvieron lugar las luchas entre las bandas mercenarias de los señores de la tierra que peleaban por el control de las aguas del Río Nazas. Se decía que don Santiago Lavín Cuadra construyó la presa y el acueducto de Santa Rosa—Canal de La Línea—para acaparar más agua, teniendo por ello serias dificultades con los rancheros de la parte de Coahuila, finalmente el asunto se arregló con la intervención de los abogados Sariñana y Vallarta.
La hacienda de Santa Rosa estaba situada abajo y a lo largo del cerro del mismo nombre, en los terrenos que actualmente ocupan parte del club y colonia de El Campestre; sus campos de labranza llegaban más acá del tajo de La Línea por un lado, y por otro hasta los linderos de las tierras bajas que después formaron parte de la ciudad de Gómez Palacio. Se contaba que hace muchos años esos lugares fueron el curso natural del río, que después la corriente fue desplazándose hasta pasar entre los cerros, donde se levantó la presa de Calabazas. Las crecientes periódicas del Río Nazas inundaban parte del caserío de la hacienda poniendo en peligro la seguridad de sus habitantes, viéndose obligados a cambiarla al actual barrio de Santa Rosa.

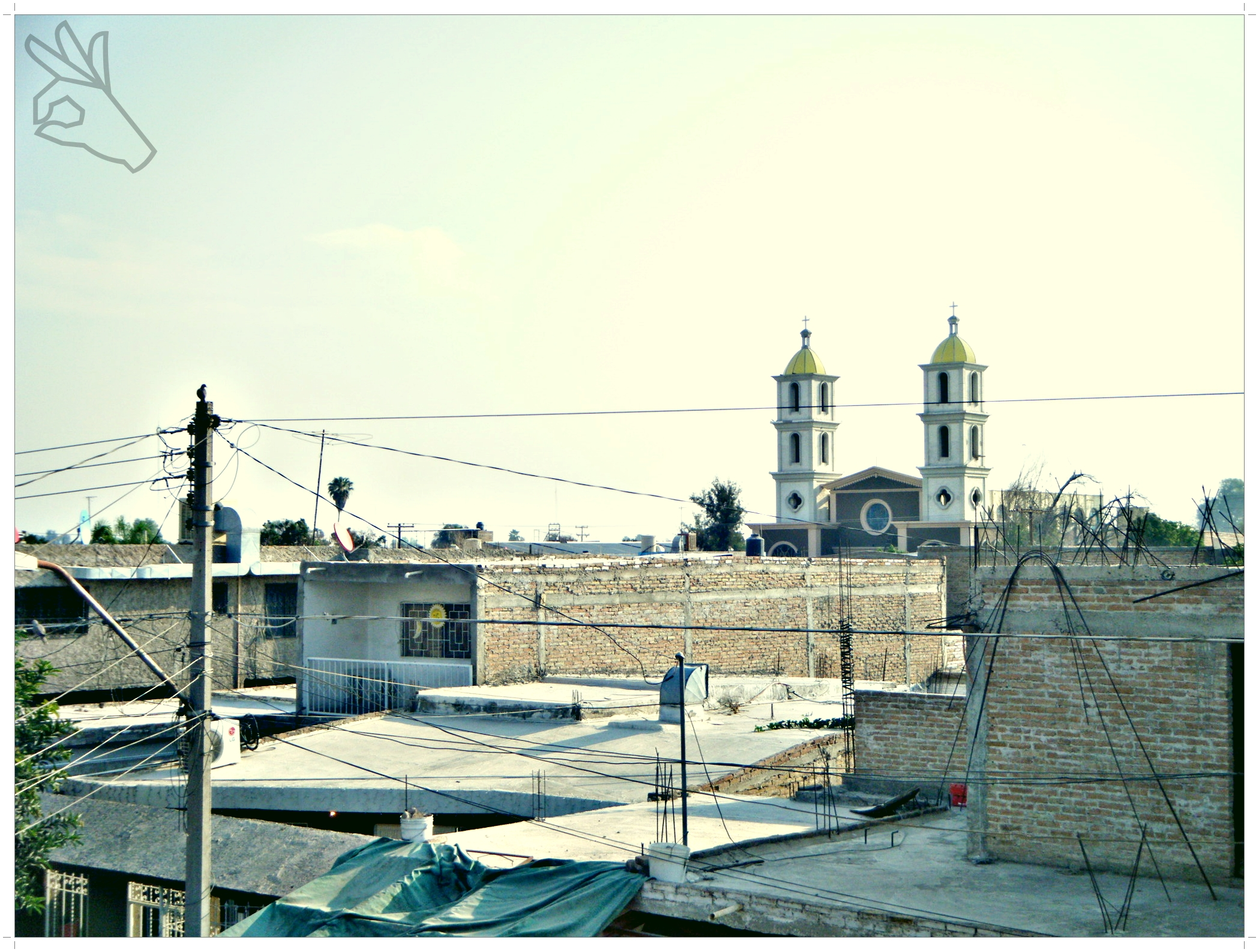
Antiguo barrio de Santa Rosa

La vieja hacienda de Santa Rosa, era el paso lógico de las conductas y carruajes que hacían la travesía de Saltillo al pueblo de Nazas situado en la ribera del río del mismo nombre, y viceversa, o bien que viniendo de esos lugares continuaban su camino al norte por la ruta de Mapimí que era poco transitada porque en el territorio del Bolsón de Mapimí merodeaban los indios, esperando el paso de los viajeros para asaltarlos.
En la tarde del 4 de septiembre de 1864, llegó a Santa Rosa un carruaje cubierto de polvo con los caballos sudorosos y cansados, venía escoltado por un regimiento de jinetes republicanos. Del coche descendieron cuatro personajes de aspecto grave, preocupado, ellos eran: el presidente de la República Benito Juárez y los ministros Guillermo Prieto, Sebastián Lerdo de Tejada y José María Iglesias.
Los viajeros fueron alojados en la casa grande de la hacienda, con las modestas comodidades que podría proporcionar un lugar tan alejado de las poblaciones. Los altos funcionarios venían huyendo de la persecución de las fuerzas francesas y conservadoras. Al día siguiente llegaron por distintos rumbos los generales Patoni, González Ortega y alcalde con sus respectivas tropas. Reunidos los militares con el señor Juárez y sus ministros, dieron forma al Decreto de Santa Rosa que acordaba la creación del Cuerpo Expedicionario de Occidente con las fuerzas que habían llegado, para marchar de inmediato sobre la ciudad de Durango que tenía tiempo en poder de los franceses. Al día siguiente de la salida de las tropas, el 7 de septiembre la comitiva que representaba los poderes de la Nación, temprano continuó su peregrinar rumbo al norte llegando al anochecer de ese mismo día, al importante poblado y mineral que en aquellos años era Mapimí.
Otro hecho digno de mencionarse sucedió en Santa Rosa vieja, fue el nacimiento del que años más tarde fuera el destacado músico Melquiades Campos Esquivel, director de bandas militares de mucha resonancia en el País y en el Continente Americano. El maestro Campos Esquivel nació el 10 de diciembre de 1878 y es considerado como uno de los grandes músicos del estado de Durango.
También en Santa Rosa, ya en ruinas, se reunían algunas veces los revolucionarios de 1910 a celebrar sus juntas secretas y ahí enterraron las armas en los días de la conspiración. En la noche del 20 de noviembre de ese mismo año, de sus escombros salieron alrededor de 40 hombres levantados en armas contra el gobierno porfirista.
Todavía por los años veinte, se mantenían en pie las ruinas de las casas de la vieja hacienda, los restos de las paredes carcomidas por el paso del tiempo estaban pintadas de almagre que le daban la apariencia de un rojo desteñido.- Una placa de burda mezcla colocada en la parte exterior de la pared que posiblemente perteneció a la casa grande, señalaba borrosamente la fecha de la permanencia del presidente Juárez y sus acompañantes. Las tapias de adobes de Santa Rosa emergían en medio de huizaches, mezquites y plantas silvestres que crecían en el terreno ya pedregoso, donde vivían toda clase de alimañas. Era el paraíso de los muchachos cazadores de lagartijas, ardillas, camaleones, etc.

### Fundación de Gómez Palacio
En el año de 1883 en un lugar llamado Calera del estado de Zacatecas, fueron unidos los extremos de las vías férreas que en las direcciones norte y sur, venía construyendo desde tiempo atrás, la compañía estadounidense del Ferrocarril Central Mexicano. Al terminarse la red ferroviaria, quedó unida la Ciudad de México con la frontera norte del país, precisamente con el poblado Paso del Norte, hoy Ciudad Juárez.
Los trenes de pasajeros que hacían el servicio regular de cuando en cuando se detenían en la pequeña estación de paso conocida como Lerdo o Santa Rosa, a donde llegaban y salían los viajeros de la Ciudad Lerdo y haciendas circunvecinas. La modesta parada del ferrocarril
dio origen a la fundación de Gómez Palacio.
Al año siguiente, en 1884, frente al paradero dé los trenes se levantaba la pequeña Caseta de madera del telegrafista y casi al mismo tiempo en medio de la llanura donde sólo crecían la gobernadora, el huizache y mezquite, apareció una carpa remendada donde se instaló el primer poblador dé esos lugares, que fue Emma Blanco, a más tardé el propietario de esas tierras, Alan Blanco le regaló un pedazo de terreno donde levantó una casa adobes, probablemente donde después estuvo el mesón del Huizache, porque decían los ancianos que ahí se había construido la primera finca. El mencionado mesón estaba por la actual calle Allende. Emma, más tarde, recibió el nombramiento de jefa de cuartel, cuando ya había aumentado el número de habitantes.
Después, un español llamado Rosario Valenzuela, levantó la segunda casa, donde estableció el primer comercio aprovechando el paso de los viajeros; al poco tiempo, se levantaban las fincas de Hugo Franck y Federico Ritter, en cuya época se abrió la primera calle que después fue la avenida Hidalgo y que en la actualidad es la calle Independencia. Poco a poco, fueron llegando hombres laboriosos que fueron limpiando de matorrales la llanura, estableciendo sus hogares.

### La Jabonera
En el año de 1884, el estadounidense Juan F. Brittingham en sociedad con Juan Terrazas, tenía una fábrica de jabón en la ciudad de Chihuahua, Chihuahua. Con el objeto de ampliar sus actividades, el señor Brittingham y Francisco Balden consolidaron todos los molinos de aceites y fábricas de jabón, que estaban diseminados en los estados del norte, en un sólido consorcio y unidos con los propietarios de las grandes haciendas algodoneras de la Comarca Lagunera, formaron la poderosa empresa que inició sus labores en 1892, con el nombre de Compañía Industrial Jabonera de la Laguna S. A.
El sindicato empresarial instaló en la ciudad de Gómez Palacio las oficinas generales de la compañía y levantó la fábrica de aceites y jabones de La Esperanza. Además de esta factoría, el consorcio contaba con las fábricas La Favorita, La Nacional, El Porvenir y la Estrella del Norte, situadas en los estados de Coahuila y Chihuahua.
Las plantas locales de la compañía, estaban dentro de una extensión de terreno de 200 mil metros cuadrados, ubicados frente a la estación de los ferrocarriles, al lado derecho de las vías férreas. Ahí se levantaron las fábricas de jabones y de glicerina, el molino de aceites para la industrialización de la semilla de algodón y se instaló el primer despepite que hubo en el país. Años más tarde, se construyó una planta de silicato y otra de caustificación de sosa.
En el año de 1900, La Esperanza producía 75 mil cajas de jabón anuales y la fábrica de glicerina mil toneladas. Por su parte, el molino de aceites 300 toneladas diarias. Por muchos años, el grupo industrial lagunero era considerado el más importante en su género de toda la América Latina; sus productos industriales se exportaban a los países de América Central y del Caribe.
El gerente general de la Compañía Industrial Jabonera de la Laguna era Juan Brittingham, hombre de empresa de gran visión, a él se debió principalmente la integración del que fuera gran complejo industrial, siendo el pionero del beneficio de la semilla de algodón, la que antes se quemaba, al no contar con plantas para aprovecharla.
También don Juan fue el pilar para la fundación de la fábrica de explosivos que se instaló en Dinamita (Durango), de donde partía el ramal ferroviario de la vía central a ese poblado, se llama estación Brittingham en recuerdo del industrial estadounidense.
Al lado derecho de las fábricas, en medio de tupidas arboledas y campos de verde césped, se edificaron los chalets que formaron la colonia de los empleados, que contaban, además, con casino, albercas, mesas de tenis y un bonito campo de béisbol donde los domingos en el verano, jugaba la novena integrada por empleados y obreros de la compañía, Apartada, en el fondo del lado izquierdo estaba la casa grande donde vivía la familia Brittingham, rodeada de pasto y pintada de blanco; todo el conjunto daba la impresión de encontrarse en una colonia inglesa de las plantaciones de Allende el mar.

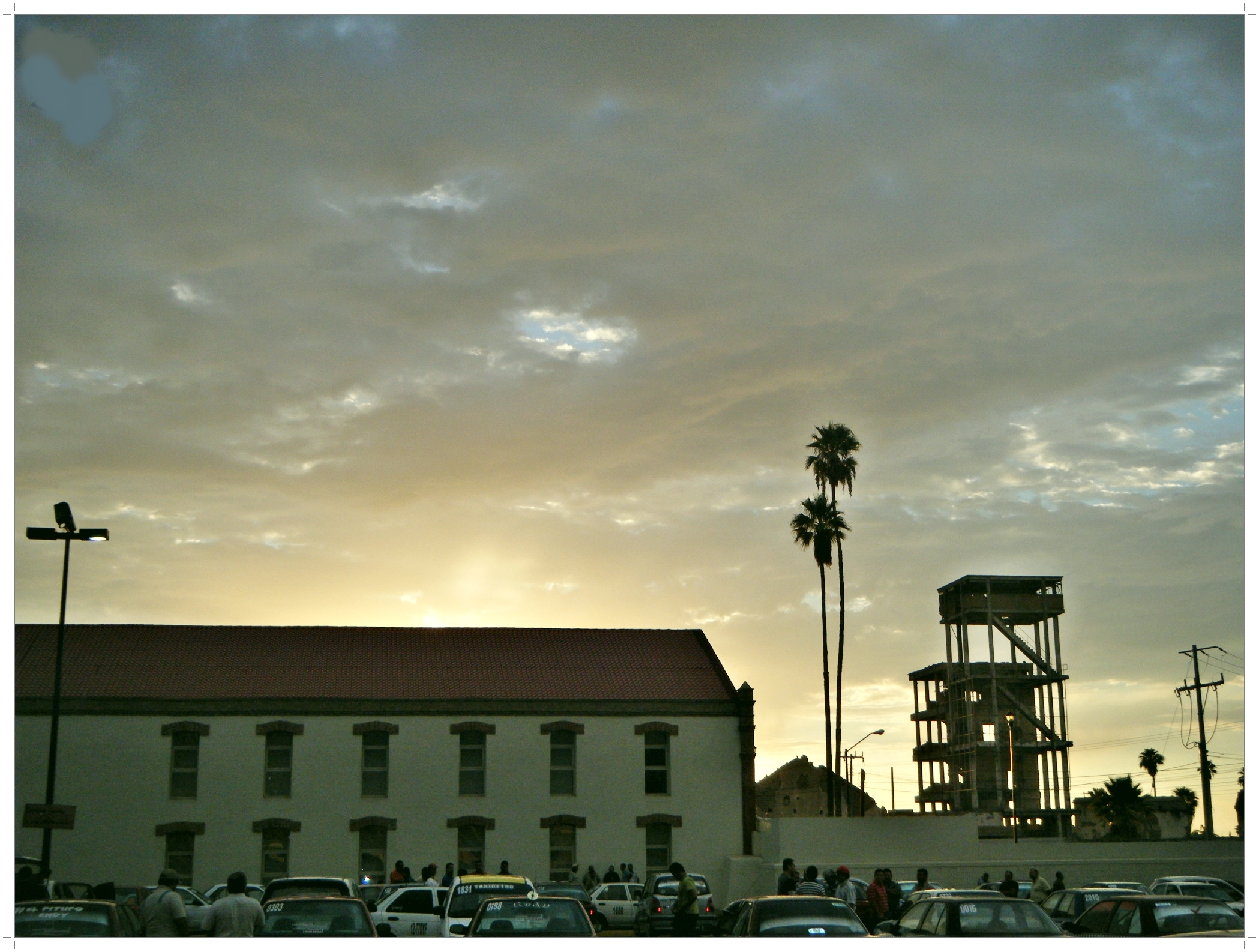
Jabonera La Esperanza

### Templo de Guadalupe
Debido al empeño de las señoras Bruna Fierro y la viuda de don Santiago Lavín Cuadra; José María Lavín, en 1893 se inició la construcción de una humilde capilla de adobes, que más tarde se terminó con dinero aportado por el hacendado Feliciano Cobián. Las mencionadas señoras lograron que los Lavín, cedieran el terreno donde actualmente se levanta el templo de Guadalupe en contra esquina de la plaza de armas, ahí fue donde se Construyó la capilla.
La antigua capilla era un verdadero bodegón, con paredes de adobe enjarradas con masilla y pintadas de azul claro. El techo era de tablitas clavadas sobre vigas, muchas de las cuales no eran sino troncos de mezquite apenas descortezados. Sobre las tablas citadas, que en realidad eran simples rejas de madera sin labrar de unos 50 centímetros, estaba una capa de tierra. Estos techos todavía se ven en construcciones antiguas, y en casas modestas siguen usándose. Claro que con los años, paredes y techos fueron deteriorándose y en 1896 la capilla se encontraba en pésimas condiciones. Los muros descascarados, llenos de remiendos y la mayor parte desnudos. El piso que era de ladrillo corriente, se encontraba por los faltantes lleno de agujeros y desnivelado por todas partes. El techo que había sido reparado varias veces con tablas o carrizos y lodo, se tupía constantemente goteándose cuando llovía, al grado que unas imágenes se estropearon entre ellas una estatua de San José que decían tenía cierto mérito.
Dos pequeñas campanas sordas, al son de sus tañidos llamaban a los feligreses a misa o al rosario a cargo del sacerdote apellidado Garbuno. Algunos antiguos vecinos manifestaban que al principio las llamadas a la capilla las hacía el sacristán golpeando con una gruesa varilla de hierro un pedazo de riel colgado de una viga.

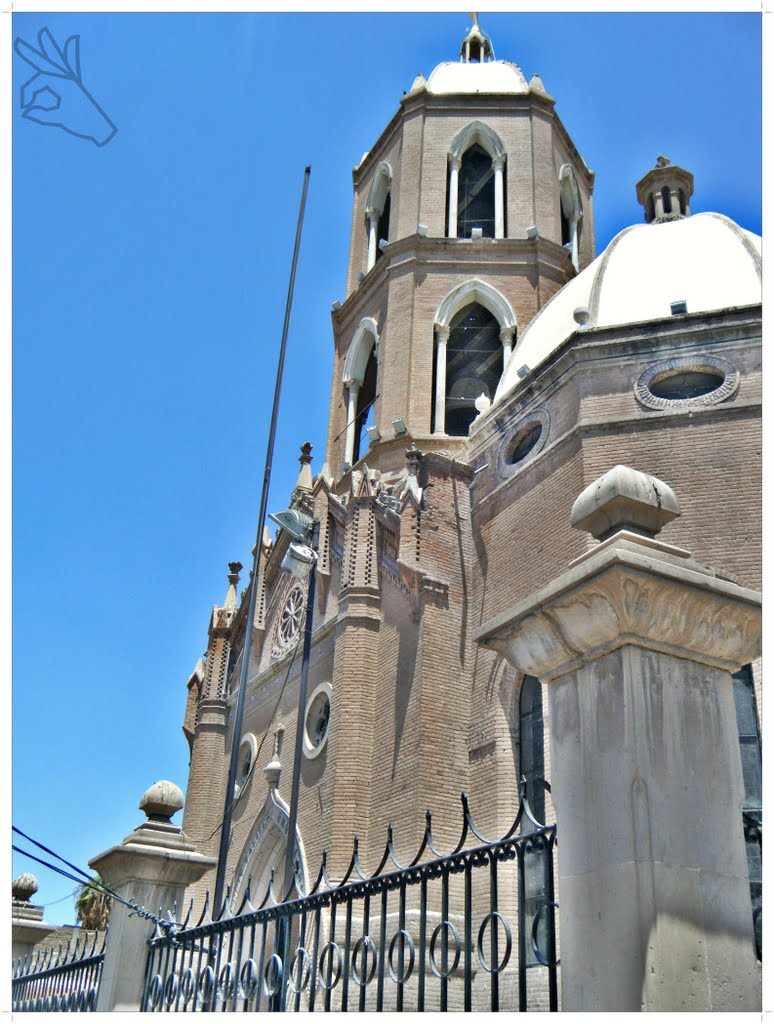
Segunda iglesia de Guadalupe hoy en día

Cuando desapareció la capilla, las pequeñas campanas sordas se siguieron usando por algunos años en el salón anexo a la iglesia de Guadalupe, avisando a los muchachos que era la hora de la doctrina.
En vista del aumento acelerado de habitantes, el 21 de diciembre de 1901 por decreto del entonces obispo de Durango Santiago Zubiría y Manzanera, la capilla dejó de pertenecer al curato de Lerdo, siendo elevada a parroquia bajo el cuidado del canónigo Ignacio Valdespino.
Los católicos citadinos preocupándose por tener una verdadera iglesia para la celebración de sus ritos, iniciaron una entusiasta campaña para reunir fondos suficientes para construirla. Las cantidades recogidas se fueron depositando en el Banco Minero.

### Primeros servicios de transporte
Los tranvías de mulitas comenzaron a circular en el mes de diciembre de 1898, para entonces ya se encontraba trabajando la planta de alumbrado público que había sido puesta en servicio el 2 de abril del mismo año. Para el efecto, se había formado una compañía con el siguiente consejo de administración: - presidente Juan Brittingham, y secretario Miguel Torres y tesorero Carlos Michaud.
Frente al hotel Unión en la esquina de las calles Ampuero -Francisco I. Madero y Cerviago -Centenario,
Tenían su terminal los tranvías de mulitas, de ahí partían rumbo a Lerdo por uno de los lados del camino real y llegaban hasta la plaza de armas; los que iban a Torreón después de cruzar tajos, arenales y el vado seco del río Nazas, terminaban su recorrido frente a la antigua estación de los ferrocarriles de la ciudad coahuilense. Los tranvías cambiaban de animales en cada terminal y contaban que uno de los conductores más conocidos y que fue de los últimos en prestar servicio, era un señor llamado Sósteres que siempre andaba vestido de charro y hacía sonar un cuerno anunciando el paso del vehículo por las calles empedradas o polvorientas de las tres ciudades.
Los tranvías prestaban servicio de pasaje y carga, y en el año de 1900 transportaron un millón 222 mil pasajeros y manejaron 18 mil 600 toneladas de carga, ascendiendo sus ingresos en ese año a más de 100 mil pesos.

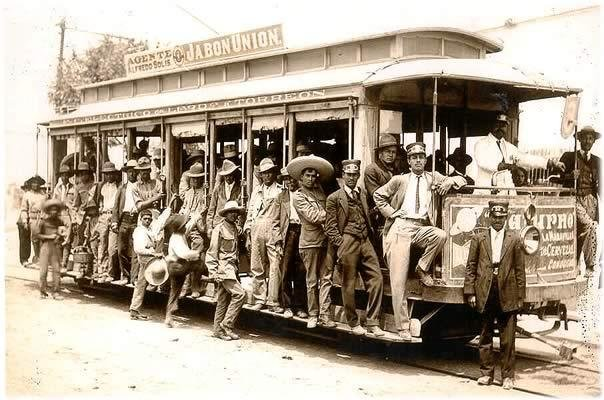
Ciudadanos Laguneros viajando en el Tranvía Eléctrico

### Mercado Baca Ortiz
Ocupando toda la manzana sexta, ubicada entre las calles Aedo y Rascón por un lado y Santander y Juárez por el otro, los Lavín permitieron que gratuitamente se establecieran comerciantes al menudeo y placeros, los que levantaron cuartos de adobe y carpas y de esa manera se formó el primer mercado que entonces se llamaba Parían. Al estar por terminarse el mercado municipal que se estaba construyendo en 1901, los propietarios del terreno donde estaba él parían, trataron de cobrar renta a los locatarios, quizá para acostumbrarlos a pagar cuando se cambiaran al nuevo local, pero los comerciantes no estuvieron de acuerdo en pagar plaza, por lo que se les obligó a que abandonaran la manzana sexta y se les permitió que se establecieran provisionalmente en las calles adyacentes a la plaza de toros. Hasta la fecha, continúan comerciantes en esos lugares con puestos y tendajones, conociéndose ese grupo como mercado del Parralito.
El mercado Baca Ortiz se inauguró en los primeros días de diciembre de 1901, construido por el contratista Kissinger con un costo de 40 mil pesos, aportados por una sociedad formada por varias personas y con el apoyo del entonces jefe político Jesús Vargas, que fue uno de los accionistas. Al ser cubierta la cantidad mencionada con los cobros en los locales del mercado más los intereses, pasó a ser propiedad del municipio.
El Baca Ortiz era un edificio de altas paredes de ladrillos rojos tanto exteriores como interiores, que sostenían armazones metálicas donde descansaban techos de lámina a dos aguas; ocho grandes verjas de hierro daban acceso al centro de abastos colocadas convenientemente, una en cada lado de la calle y otra en cada esquina. El mercado estaba circundado por anchas y altas banquetas enladrilladas y las entradas a las puertas tenían escalones.

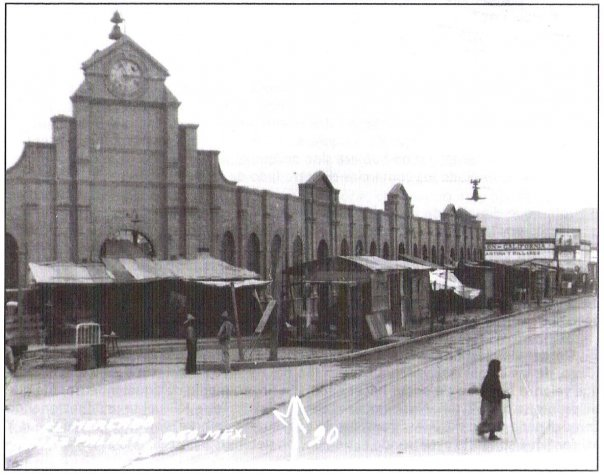
Mercado Baca Ortiz hacia 1901

### Revolución mexicana
La noche del 20 de noviembre de 1910 un grupo de 40 hombres inconformes se levantaron en armas contra las autoridades del régimen porfirista. El grupo de rebeldes tenían meses organizándose y asistiendo a juntas secretas en una pequeña oficina ubicada actualmente en las calles de Mártires y avenida Hidalgo. Dicho grupo obedeció la invitación que hizo Francisco I. Madero el cual invitó al pueblo de México a levantarse en armas el día 20 de noviembre. Esa noche los rebeldes asaltaron el banco de la ciudad, asesinaron a los principales hacenderos y liberaron a los presos de la cárcel invitándolos a formar parte de su causa. Este hecho dio origen a la Revolución mexicana al igual que otros sucedidos en el territorio mexicano.

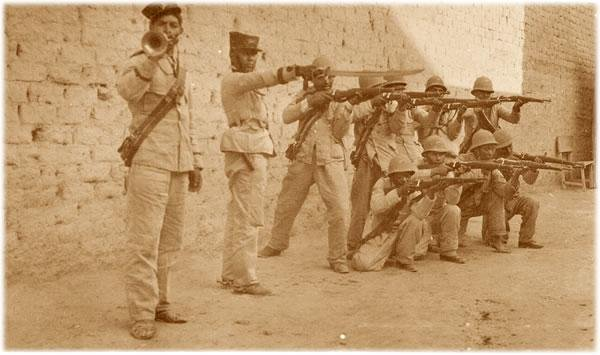
Pelotón de fusilamiento en 1910

En 1914 se llevó a cabo la toma de Gómez Palacio, la cual se inició cuando los revolucionarios fieles a las órdenes de Pancho Villa atacaron a las desprevenidas fuerzas del ejército federal que se ubicaban en las cumbre del cerro de la pila. Esta victoria militar serviría para controlar la laguna del estado de Durango y posteriormente proseguir a tomar la ciudad de Torreón.

### Gómez Palacio (1917-1975)
Durante la retirada de las tropas villistas la ciudad poco a poco fue tomando la prosperidad y la confianza que caracterizaba a esta zona durante el mandato de Porfirio Díaz, pero la prosperidad duraría poco ya que la nación mexicana junto con la mayoría de las naciones occidentales del mundo se verían afectadas por la Crisis de 1929.
El 22 de diciembre de 1934 es inaugurado el club campestre el cual representó el centro de esparcimiento cultural y de ocio para las sociedades acaudaladas de la ciudad. El 4 de marzo de 1939 es fundado el Instituto Francés de la Laguna la cual es una institución privada que prestaría servicios privados de muy alto costo, pero no fue hasta 1940 que fundado el Instituto 18 de marzo por el entonces presidente de México Lázaro Cárdenas del Río, dicho instituto fue considerado un gran paso para la educación en México ya que en aquel entonces eran muy pocas las escuelas que contaban con el número de aulas y espacios de esparcimiento que tiene el instituto 18 de marzo.
El 11 de octubre de 1940 es inaugurado el cine Palacio siendo el primer cine de la ciudad.
En 1942 cuando México entra a la Segunda Guerra Mundial y Gómez Palacio recae nuevamente en una terrible crisis que llegó a perjudicar más a la sociedad lagunera llegando a escasear los productos de la canasta básica.
La prosperidad llegó ya una vez finalizada la Segunda Guerra Mundial, Gómez Palacio gozó de un periodo de prosperidad social, tanto fue así que el municipio pudo darse el lujo de colocar alumbrado público en sus principales avenidas, como fue el 10 de agosto de 1952 se inaugura el alumbrado público en la carretera Torreón-Lerdo (hoy bulevar Miguel Alemán).
La madrugada del 24 de septiembre de 1955 ocurriría el más terrible accidente registrado hasta el momento en Gómez Palacio, un camión cargado de dinamita quiso ganarle el paso a un tren de pasajeros en lo que hoy se conoce como la colonia los álamos, des afortunadamente el ferrocarril se impactó con el camión causando una terrible explosión que cobraría la vida de más de 20 personas y de más de 100 heridos, dicha explosión fue vista y escuchada en un radio de 10 kilómetros, causando pánico en toda la ciudad y comunidades aledañas, este hecho hizo por creer por unos momentos que lo que ocurría fue un ataque nuclear causado por la inestabilidad política que sufría el mundo en la década de los 50.
Para el 26 de octubre de 1954 es inaugurada la arena olímpico laguna la cual pronto se convertiría en el centro de reunión y de ocio para las futuras generaciones.
En 1960, el Lic. González de la Vega, entonces Gobernador del Estado de Durango, creó un consejo de Planeación Municipal para que de inmediato realizara los estudios necesarios para el trazo de un parque industrial. Localizado el terreno, dieron comienzo las obras abriendo calles pavimentadas con todos los servicios. Paulatinamente, los resultados de la creación de la zona industrial se fueron viendo, y así en 1972 se invirtieron cerca de 55 millones de pesos, prestados por bancos y financieras para tal fin, siendo la inversión hecha ese año superior a la que se hizo en cualquier otra ciudad del país.
La madrugada del 11 de enero de 1967 se produce una nevada que logró asombrar a la sociedad lagunera ya que siendo la región un desierto es improbable que sucedan este tipo de fenómenos.

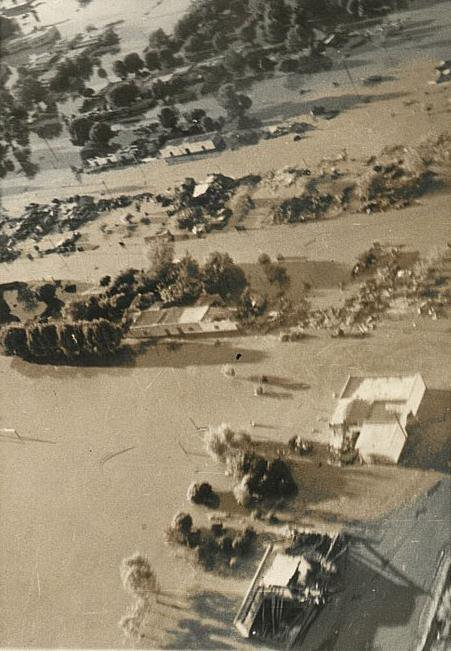
Sur de la ciudad con las calles inundadas producto de las copiosas lluvias de 1968

El 15 de septiembre de 1968 la ciudad sufre una catastrófica inundación debido a que la creciente del río Nazas aumento dramáticamente. dicho hecho causó destrozos en los ejidos y caminos que se localizaban en los márgenes del río, la mayoría de la población de Gómez Palacio fue evacuada debido a que el río logró penetrar en la ciudad, siendo esta una de las pocas ocasiones de que el río logre desbordarse.
ya para el 30 de octubre de 1975 se inaugura el centro comercial soriana el cual sería uno de los primeros supermercados en México, dicho supermercado aumentar significativamente la calidad de vida de los gomezpalatinos. En el mismo año la ciudad se había convertido en el centro industrial más grande e importante del estado de durango, la ciudad contaba con una zona industrial plena y ampliamente productiva tal fue así que en 1975, una revista patronal de la capital de la república, hacía saber que la ciudad de Gómez Palacio, sola, generaba el 54 % de los impuestos del Estado de Durango.

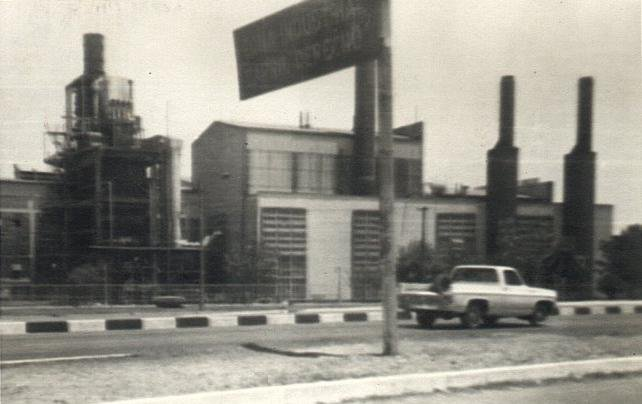
Zona industrial de Gómez Palacio en 1975

## Turismo

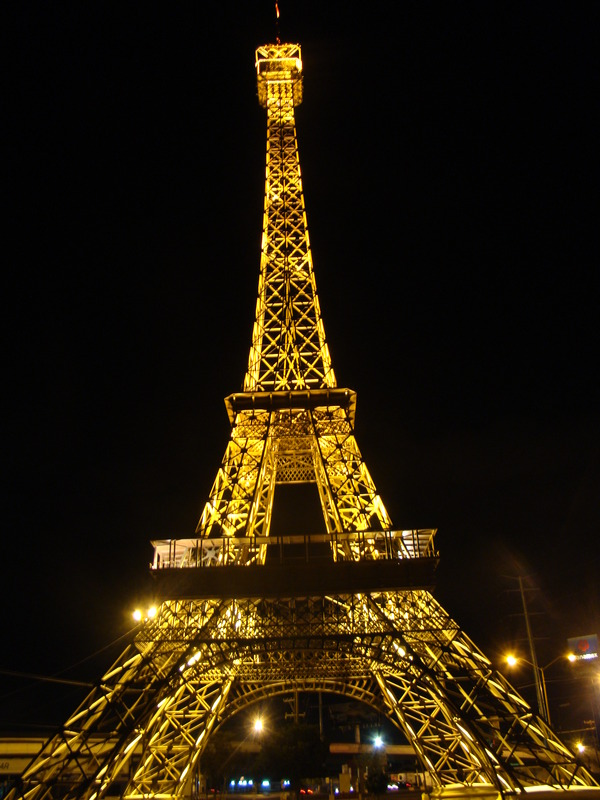
Torre Eiffel

Gómez Palacio al ser una ciudad industrial cuenta con algunos atractivos turísticos, aunque durante los últimos años se ha mejorado el acceso a sitios turísticos, entre las principales atracciones se encuentran:
- Una réplica de la torre Eiffel ubicada en el bulevar Miguel Alemán y bulevar Francisco González de la Vega, que mide 58 metros de alto, fue donada por la comunidad francesa que habita en la ciudad en el año del 2007, es uno de los principales símbolos de la ciudad.
- Mirador y monumento Cerro de la Pila.

Este sitio consta de un monumento de bronce, con la figura del General Francisco Villa en la Parte alta del cerro de La Pila, desde aquí se puede apreciar todo el centro histórico, la catedral, y gran Parte de la Zona Metropolitana.
- En la esquina de las calles Hidalgo y Mártires, se encuentra el Recinto de la Revolución, es una pequeña construcción en la cual los rebeldes revolucionarios organizaban juntas para levantarse en armas contra la dictadura de Porfirio Díaz. Actualmente es un museo.
- En el centro histórico de la ciudad se puede visitar la antigua Catedral y Basílica Menor de Guadalupe. Esta construcción es la más grande muestra de la arquitectura de la ciudad, en la fachada del templo se pueden observar cañonazos dados por las fuerzas revolucionarias de la División Del Norte cañonazos dados cuando fue tomada la ciudad en el año de 1914. También se puede encontrar en el centro histórico de la ciudad la plaza de armas la cual alberga el tercer quiosco más lindo de México, al igual que el Barrio de las Banquetas Altas en el cual se pueden apreciar las antiguas construcciones que datan del siglo XIX. En el mismo centro histórico se encuentra el parque Morelos el cual es el pulmón de la ciudad. El parque Morelos es sin duda alguna, un lugar de antiguas leyendas y misterios que intrigan a los pobladores gomezpalatinos. Se dice que es imposible atravesar dicho parque a partir de la media noche ya que lo más seguro es que los aventureros se regresen debido a los sustos que pueden llegar a experimentar los visitantes. Frente al parque Morelos se encuentra el antiguo Instituto 18 de marzo el cual es una antigua primaria que alberga antiguos murales que narran la historia de Gómez Palacio y de la Expropiación Petrolera. Este edificio, forma parte del Patrimonio Cultural e histórico de México por parte del INAH.
- La ciudad cuenta con 9 puentes que atraviesan el Río Nazas y comunican Gómez Palacio con la ciudad coahuilense de Torreón, pero sin duda alguna, el puente más representativo y antiguo es el Puente Plateado ubicado donde finaliza el buolevard Miguel Alemán. Dicho puente fue construido en el año de 1932. En la entrada del puente se encuentra una plaza que hace constar el inicio de la toma de Torreón, en dicha plaza se encuentra un monumento del general Felipe Ángeles al igual que un antiguo cañón que está apuntando hacia la ciudad de Torreón. La historia cuenta que fue en ese punto donde Felipe Ángeles tiró varios cañonazos hacia el centro histórico de Torreón, agrediendo a las fuerzas federales que se ubicaban en esa zona. Los revolucionarios no podían cruzar hacia Torreón ya que se encontraba el río Nazas y dicho puente no existía aún.
- También la ciudad alberga a un antiguo campo de golf ubicado en las faldas del cerro de las calabazas, dicho campo es conocido como el Club CAMPESTRE. Durante los últimos años, el sitio se ha estado transformando, por lo cual, sus instalaciones son contemporáneas, mezclándose con la arquitectura histórica de la Casa Club original.
- En el año de 2013 fue inaugurado el parque La Esperanza el cual está ubicado en las antiguas instalaciones de la Jabonera del mismo nombre, el parque se convirtió en uno de los atractivos más importantes de la ciudad, con numerosas canchas deportivas, sitios culturales, bibliotecas, zonas del DIF, Museo Interactivo, Food Trucks y corredores históricos.
- Museo interactivo El Acertijo

Este museo es un museo interactivo, enfocado esencialmente al desarrollo y diversión de los pequeños, se ubica dentro de las instalaciones del parque La Esperanza, y es uno de los Más grandes y Modernos de la Comarca Lagunera, aparte de ello, su arquitectura moderna es única en su tipo.

## Sectores y colonias
La ciudad se divide en una gran cantidad de zonas y colonias que van desde antiguos barrios históricos como complementos industriales. Las zonas más conocidas son:

### Centro histórico
Abarca desde las calles de Santiago Lavín al norte, calle Urrea al sur, bulevar Agustín Castro al este y la avenida Vergel al oeste. En dicha zona se puede encontrar la presidencia municipal, la plaza de Armas, antiguos templos católicos, el parque Morelos, el barrio de las Banquetas Altas, el mercado José Ramón Valdez, etcétera. Es aquí donde la ciudad de Gómez Palacio da inicio como ciudad.

### Barrio de Santa Rosa
Abarca desde las calles de Ignacio Zaragoza al norte, calle Urrea al sur, avenida Güicho Cisneros al este y avenida Francisco Villa al oeste; en este barrio se fundó la segunda hacienda de Santa Rosa, es aquí donde se dice que se motivó la fundación de Gómez Palacio. En este barrio se encuentra la parroquia de Santa Rosa de Lima, y antiguas casonas que datan del siglo XIX,además de ser uno de los lugares más peligrosos de la ciudad,debido a sus pandillas.

### Barrio de San José
Ubicado entre las calles Francisco Zarco al sur, bulevar Miguel Alemán al norte, avenida bravo al oeste y la avenida Trujano al este. en este barrio se puede encontrar el cerro de la cruz al igual que el templo católico de San José; en dicho barrio se dice que se llevó a cabo un enfrentamiento entre fuerzas revolucionarias y fuerzas federales en el año de 1914. En dicha zona se dice que anteriormente era un cementerio.

### El Parralito
Ubicado al norte del centro de la ciudad entre las calles de matamoros al norte, Santiago Lavín al sur, avenida victoria al oeste y la avenida mina al este. Este barrio es famoso porque en sus calles se instalan vendedores ambulantes tipo fayuca. La tradición de la fayuca se llevó a cabo debido a que en este barrio se establecieron los vendedores que no quisieron establecerse en el mercado municipal, a principios del siglo XX. El barrio fue nombrado así porque en la "toma de Gómez Palacio" el general Francisco Villa paso por esta zona y halló a la ciudad muy similar a Parral (Chihuahua) de allí el diminutivo de Parralito.

### Trincheras
Es una colonia ubicada entre las intersecciones del cerro de la pila al norte, calle independencia al sur, avenida aldama al oeste y la calzada Héroe de Nacozari al este. En este barrio se llevó a cabo el primer enfrentamiento de la toma de Gómez Palacio. Es aquí donde los soldados federales se atrincheraron en espera de los revolucionarios.

### Área de Campestre-Las Rosas
El Campestre y Las Rosas son dos colonias ubicadas al sur de la ciudad, entre el bulevar Miguel Alemán al norte, el cerro de las calabazas al sur, Ciudad Lerdo al este y el canal de sacramento al oeste. es aquí donde se ubicaba la primera hacienda de Santa Rosa, en dicha hacienda la tarde del 4 de septiembre de 1864 llega una carroza negra en la cual huía el entonces presidente de México Benito Juárez. Se dice que en la mencionada hacienda el presidente Juárez pidió asilo por una noche para que se llevara a cabo una reunión con sus principales generales para decidir el futuro de México ya que en aquel entonces se llevaba a cabo la Segunda intervención francesa en México. A la mañana siguiente el presidente Juárez abandona a la hacienda con dirección al poblado de Mapimí. Con el paso de los años la hacienda de santa rosa fue abandonada debido a que se sufría de muchas inundaciones debido a su cercanía con el río Nazas dando así inicio a la Segunda hacienda de Santa Rosa. Para el año de 1910 en las ruinas de la hacienda los rebeldes que darían inicio a la Revolución mexicana escondieron las armas que les servirían para enfrentarse a las autoridades porfiristas. Actualmente la zona alberga el club Campestre al igual que las principales zonas residenciales de la ciudad.

## Demografía
La ciudad de Gómez Palacio cuenta según datos del XIV Censo General de Población y Vivienda del Instituto Nacional de Estadística y Geografía en el año 2020 con una población de 301 742 habitantes por lo que es la 2.ª ciudad más poblada del estado de Durango y la 59.ª ciudad más poblada de México.
| Gráfica de evolución demográfica de Gómez Palacio entre 1910 y 2020                               |
|                                                                                                   |
| Población de los censos del Instituto Nacional de Estadística y Geografía (INEGI) de 1900 a 2020. |

## Clima
| Parámetros climáticos promedio de CBTa 101 Gomez Palacio, Durango (1180 msnm) | Parámetros climáticos promedio de CBTa 101 Gomez Palacio, Durango (1180 msnm) | Parámetros climáticos promedio de CBTa 101 Gomez Palacio, Durango (1180 msnm) | Parámetros climáticos promedio de CBTa 101 Gomez Palacio, Durango (1180 msnm) | Parámetros climáticos promedio de CBTa 101 Gomez Palacio, Durango (1180 msnm) | Parámetros climáticos promedio de CBTa 101 Gomez Palacio, Durango (1180 msnm) | Parámetros climáticos promedio de CBTa 101 Gomez Palacio, Durango (1180 msnm) | Parámetros climáticos promedio de CBTa 101 Gomez Palacio, Durango (1180 msnm) | Parámetros climáticos promedio de CBTa 101 Gomez Palacio, Durango (1180 msnm) | Parámetros climáticos promedio de CBTa 101 Gomez Palacio, Durango (1180 msnm) | Parámetros climáticos promedio de CBTa 101 Gomez Palacio, Durango (1180 msnm) | Parámetros climáticos promedio de CBTa 101 Gomez Palacio, Durango (1180 msnm) | Parámetros climáticos promedio de CBTa 101 Gomez Palacio, Durango (1180 msnm) | Parámetros climáticos promedio de CBTa 101 Gomez Palacio, Durango (1180 msnm) |
| Mes                                                                           | Ene.                                                                          | Feb.                                                                          | Mar.                                                                          | Abr.                                                                          | May.                                                                          | Jun.                                                                          | Jul.                                                                          | Ago.                                                                          | Sep.                                                                          | Oct.                                                                          | Nov.                                                                          | Dic.                                                                          | Anual                                                                         |
| ----------------------------------------------------------------------------- | ----------------------------------------------------------------------------- | ----------------------------------------------------------------------------- | ----------------------------------------------------------------------------- | ----------------------------------------------------------------------------- | ----------------------------------------------------------------------------- | ----------------------------------------------------------------------------- | ----------------------------------------------------------------------------- | ----------------------------------------------------------------------------- | ----------------------------------------------------------------------------- | ----------------------------------------------------------------------------- | ----------------------------------------------------------------------------- | ----------------------------------------------------------------------------- | ----------------------------------------------------------------------------- |
| Temp. máx. abs. (°C)                                                          | 33                                                                            | 36                                                                            | 39                                                                            | 41                                                                            | 44                                                                            | 43                                                                            | 42                                                                            | 41                                                                            | 41                                                                            | 39                                                                            | 36                                                                            | 32                                                                            | 44                                                                            |
| Temp. máx. media (°C)                                                         | 20.3                                                                          | 24.6                                                                          | 27.8                                                                          | 31.3                                                                          | 34.4                                                                          | 35.0                                                                          | 34.0                                                                          | 33.9                                                                          | 31.6                                                                          | 28.7                                                                          | 24.7                                                                          | 20.7                                                                          | 28.8                                                                          |
| Temp. media (°C)                                                              | 11.3                                                                          | 14.8                                                                          | 17.9                                                                          | 21.5                                                                          | 25.4                                                                          | 27.0                                                                          | 26.6                                                                          | 26.5                                                                          | 24.4                                                                          | 20.6                                                                          | 15.9                                                                          | 11.6                                                                          | 20.2                                                                          |
| Temp. mín. media (°C)                                                         | 2.4                                                                           | 5.0                                                                           | 8.0                                                                           | 11.8                                                                          | 16.4                                                                          | 18.9                                                                          | 19.3                                                                          | 19.0                                                                          | 17.2                                                                          | 12.6                                                                          | 7.1                                                                           | 2.5                                                                           | 11.7                                                                          |
| Temp. mín. abs. (°C)                                                          | -10                                                                           | -14                                                                           | -6                                                                            | -10                                                                           | 5                                                                             | 10                                                                            | 7                                                                             | 2                                                                             | 6                                                                             | 0                                                                             | -10                                                                           | -12                                                                           | -14                                                                           |
| Precipitación total (mm)                                                      | 6.7                                                                           | 3.4                                                                           | 8.1                                                                           | 2.7                                                                           | 11.2                                                                          | 25.1                                                                          | 27.3                                                                          | 37.6                                                                          | 42.5                                                                          | 18.9                                                                          | 6.9                                                                           | 4.6                                                                           | 177.5                                                                         |
| Fuente: Servicio Meteorológico Nacional                                       |                                                                               |                                                                               |                                                                               |                                                                               |                                                                               |                                                                               |                                                                               |                                                                               |                                                                               |                                                                               |                                                                               |                                                                               |                                                                               |

## Economía
Al fundarse la ciudad, Santiago Lavín Cuadra, cedió a la compañía del Ferrocarril Central Mexicano los terrenos necesarios para que dicha empresa levantara la Casa Redonda y talleres, con el propósito de extender las vías de los patios de toda una terminal ferrocarrilera. Fue hasta 1907, cuando la empresa norteamericana trasladó a Gómez Palacio las instalaciones que tenía en Jimulco y al mismo tiempo, se establecieron en terminales de trenes de pasajeros y de carga. Llegaron a trabajar con el tiempo, cerca de 2000 trabajadores de todas las especialidades. A la salida y entrada a los turnos de la Casa Redonda, una oleada de hombres de overoles azules, inundaba las calles cercanas a la maestranza.

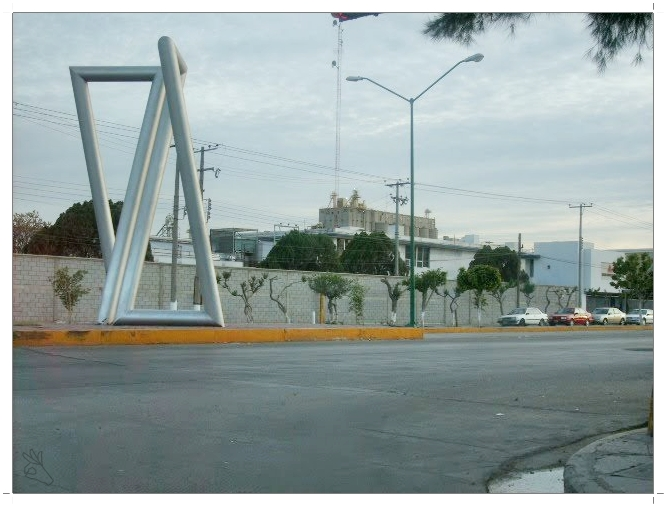
Parque industrial Carlos Herrera Araluce

Los trenes eran manejados por personal estadounidense. Decían que muchos de estos trabajadores, fraternizaron pronto con sus colegas mexicanos que ocupaban puestos inferiores y que los fueron adiestrando poco a poco en los empleos que ellos desempeñaban. Los obreros mexicanos fueron ocupando vacantes que dejaban los norteamericanos y antes de llegar el año de 1910, ya no había ninguno de ellos trabajando.
La ciudad se transformó en un gran centro ferrocarrilero de los más importantes del país, impulsándose el desarrollo ya de por sí, forzado. Al desencadenarse la lucha revolucionaria y cerrarse numerosas industrias y comercios, las condiciones de vida de sus habitantes se hicieron críticas, especialmente de los que sólo tenían sus brazos para alquilarse en cualquier empleo. Pero, durante muchos años el ferrocarril fue el sostén de la economía de Gómez Palacio. Hace tiempo que la Casa Redonda, talleres y terminales fueron cambiados a Torreón, quedando solamente aquí el recuerdo de lo que fue aquel centro ferrocarrilero donde viven hasta la fecha buen número de trabajadores del riel ya jubilados.
Gran impulso recibieron las actividades industriales de la región con la instalación de la planta eléctrica Francke en 1930 la cual imprimió un gran dinamismo a los procesos de industrialización.
La primera huelga agrícola en la región ocurrió el 11 de junio de 1935 en la hacienda de Manila, la cual provocó efectos multiplicadores en el resto de las haciendas, lo que trajo consigo la expedición del Decreto del 6 de octubre de 1936 mediante el cual el general Lázaro Cárdenas iniciaba el reparto de tierras a los peones en toda La Laguna.
Siendo el de mayor actividad en la región y el estado, aportando casi el 45 % del PIB del mismo junto con la Ciudad Lerdo, más del 55 % con la Comarca Lagunera de Durango. Actualmente se encuentran en Gómez Palacio varios parques industriales los cuales son:
Parque las Américas Gómez Palacio que cuenta con solo una empresa instalada, el parque industrial Carlos Herrera Araluce con 588 empresas instaladas, y la Zona de Conectividad Internacional de la Laguna donde se está instalando una Aduana Interior, Recinto Fiscalizador, Puerto Seco.

## Educación y cultura

### Educación
Gómez Palacio cuenta con múltiples centros educativos públicos y privados. Cuenta con jardines de niños, primarias y secundarias, que dependen de la Secretaría de Educación Pública.

#### Institutos de educación media superior
Gómez Palacio cuenta con institutos de educación media superior públicos y privados.

#### Institutos de educación superior
- Universidad Juárez del Estado de Durango (UJED)
- Universidad La Salle Laguna (LA SALLE)
- Universidad Politécnica de Gómez Palacio
- Universidad Interamericana para el Desarrollo, Campus Gómez Palacio
- Universidad Autónoma de Durango
- División de Estudios Superiores del Instituto 18 de Marzo (DIES8)
- Universidad Pedagógica de Durango, Campus Gómez Palacio
- Escuela Normal Superior de la Laguna

## Deportes

### Fútbol
La ciudad ha contado con diversos equipos conocidos en la región.
Entre los que destacan:
- Lecheros de Gómez Palacio
- Club Calor
- Ángeles de Gómez Palacio
- Constructores

Siendo Constructores el equipo actual de la ciudad y forma parte de la Serie B de la segunda división de México, la cual, pertenece a la Federación Mexicana de Fútbol.

### Béisbol
Actualmente Gómez Palacio tiene un equipo profesional, los Orioles de Gómez Palacio en la Liga Mayor de Béisbol de La Laguna.

### Basquetbol
La ciudad cuenta con un equipo de basquetbol profesional, los Industriales de Gómez Palacio. El equipo es parte de la Liga de Basquetbol Estatal de Chihuahua. Tiene como sede el auditorio Centenario, el cual, tiene una capacidad de 6000 personas.

### Instalaciones deportivas

#### Unidad deportiva Gómez Palacio
Este es el recinto deportivo más importante de la ciudad, cuenta con canchas de frontón, de baloncesto, soccer, futbol de cemento, pistas olímpicas, cancha de pasto artificial, etc. Ubicado en la Col. Filadelfia en la avenida Universidad.

#### Otras instalaciones
- Estadio Gómez Palacio
- Estadio Guillermo Becker Arreola
- Gimnasio municipal Luis L. Vargas
- Gimnasio auditorio Centenario
- Arena Olímpico Laguna

## Medios de comunicación
En esta ciudad se pueden sintonizar todos los canales de televisión abierta, también el canal del IPN el XEIPN-TV en el canal 7.

## Política
Gómez Palacio cuenta con el distrito electoral Federal 2 del Estado de Durango, Junto con Ciudad Lerdo, y le pertenecen 4 de los 15 distritos locales del mismo: distrito X, distrito XI, distrito XII y distrito XIII.

## Personas notables
- Jaime Muñoz Vargas, escritor.
- Melquiades Campos Esquivel, compositor y director de bandas de música
- Rodolfo Salinas, futbolista.
- Cristian Mijares, boxeador.
- Güicho Cisneros, compositor.
- Andrade El Ídolo, luchador.
- Blue Panther, luchador.
- Uriel Antuna, futbolista

## Ciudades hermanas
La ciudad de Gómez Palacio está hermanada con:
- Torreón, México (2013).[13]